# 杨羾天
杨羾天，河南安阳人，是一名清朝政治人物。
杨羾天曾于1734年接替钦连任南汇县知县一职，1735年由裘严生接任。